# Indumentaria eclesiástica

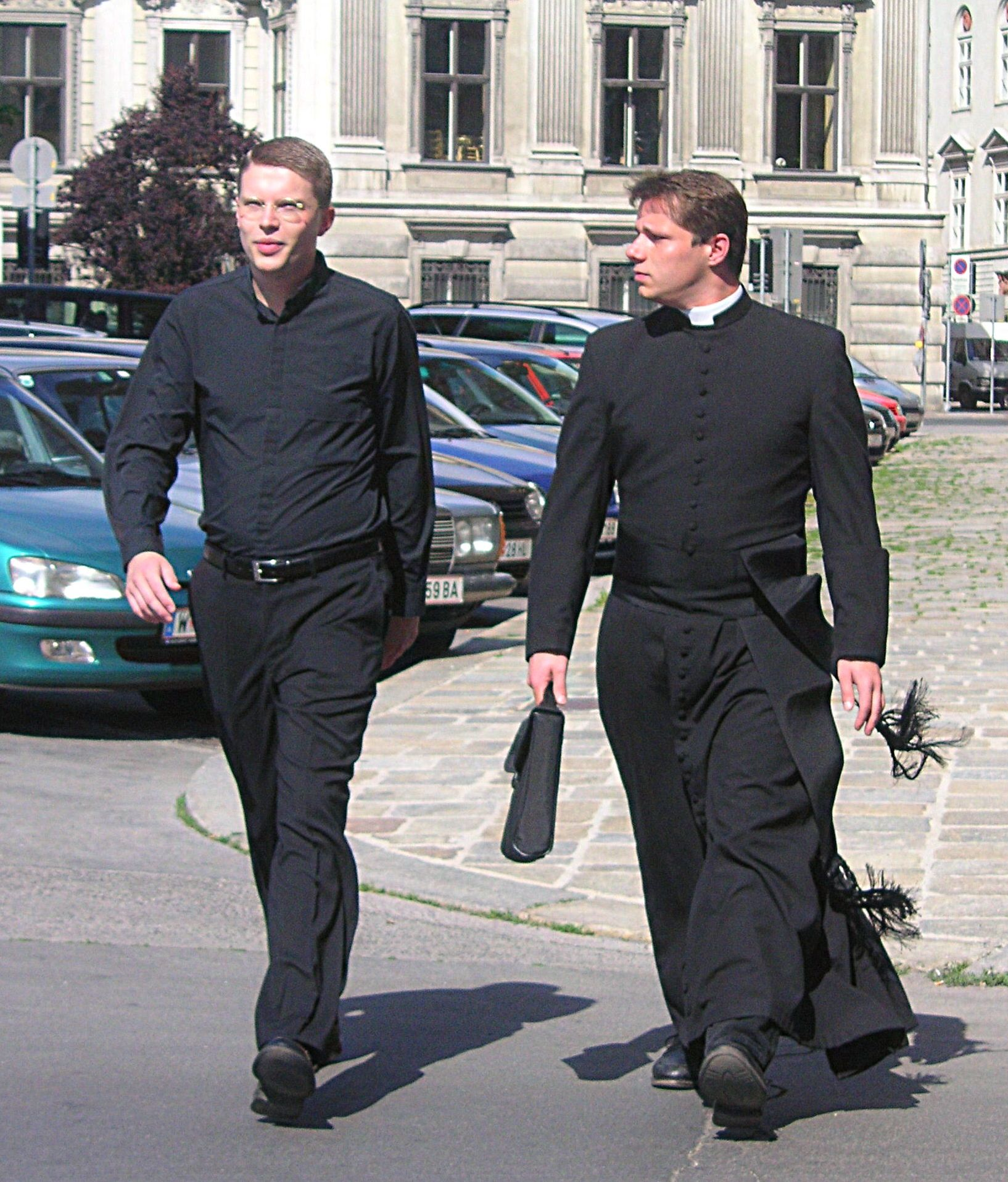
Dos sacerdotes con traje eclesiástico; a la izquierda, sin sotana y a la derecha con sotana.

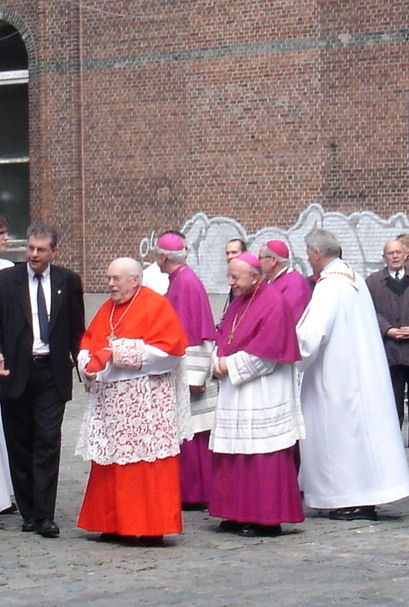
Hábito coral de un obispo y un cardenal.

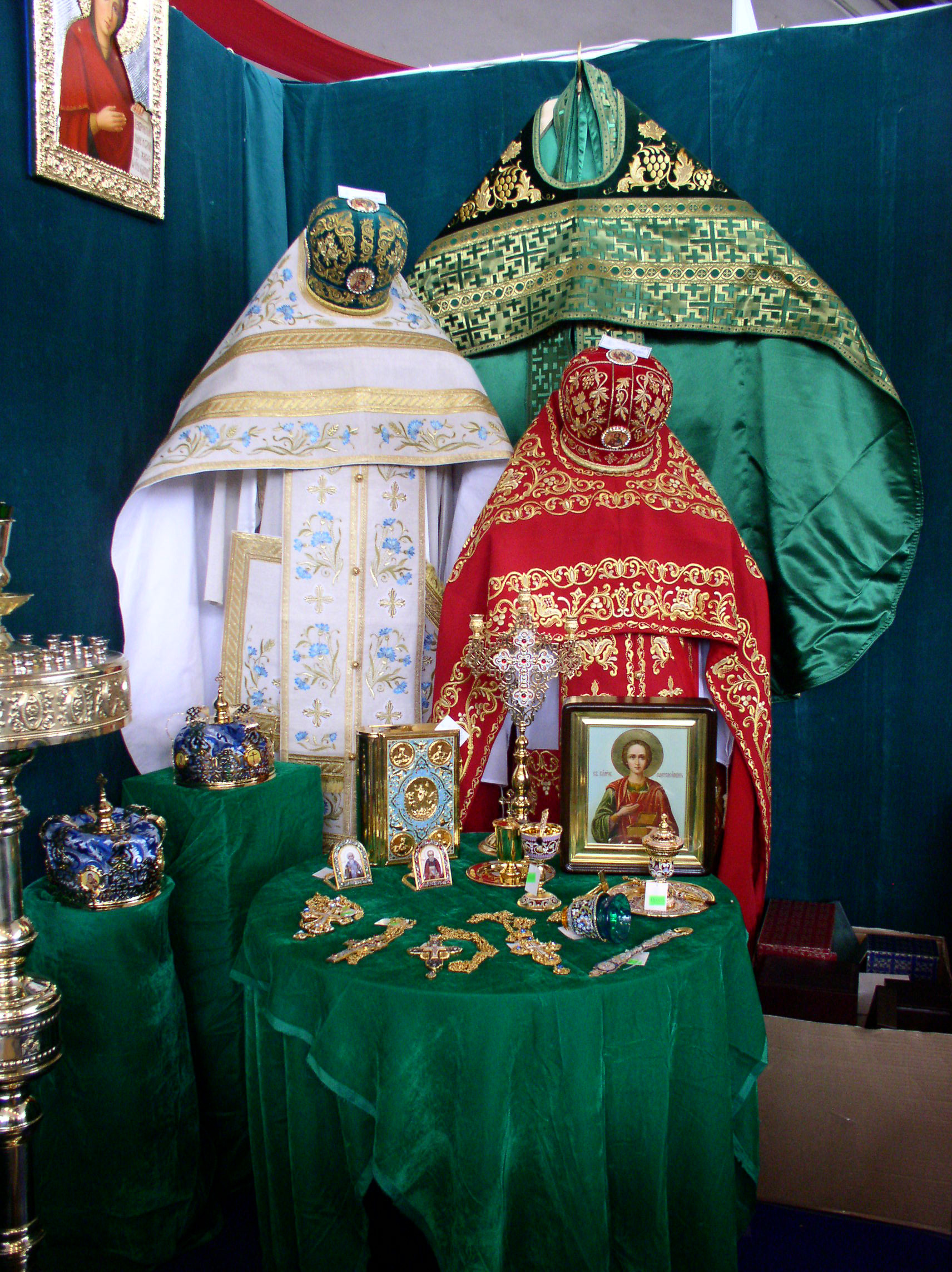
Vestiduras eclesiásticas orientales de rito bizantino, en una exhibición en Minsk.

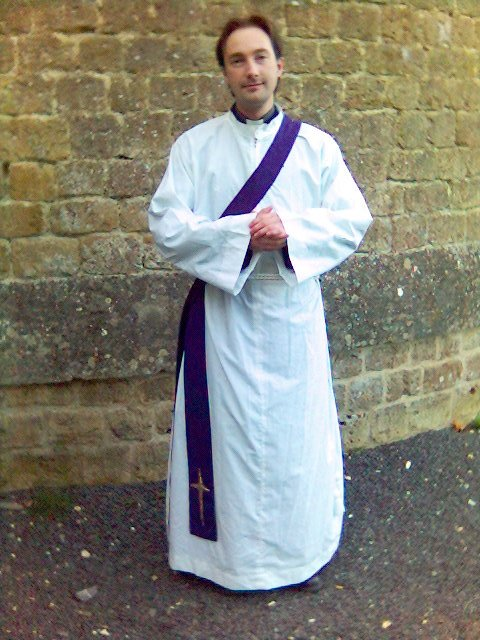
Diácono anglicano revestido con alba y estola cruzada.

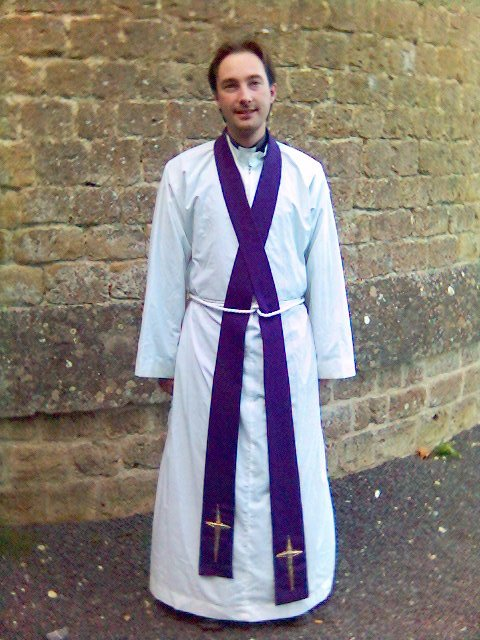
Sacerdote anglicano. Lleva la estola alrededor de su cuello, y cruzada por el pecho.

Indumentaria eclesiástica es la denominación genérica para las vestiduras distintivas que usan los sacerdotes y diáconos ministeriales, tanto durante la Misa (casulla, dalmática, alba, hábito, amito, estola, cíngulo, etc.) como fuera de él (sotana, manteo, muceta -sólo determinadas dignidades-, clériman, alzacuellos, etc.), momentos en los que pueden llevar cualquier vestimenta, aunque el canon 284 del Derecho Canónico católico indica que los clérigos han de vestir un traje eclesiástico digno, según las normas dadas por la Conferencia Episcopal y las costumbres legítimas del lugar. A esas vestiduras peculiares, que identifican a los sacerdotes y diáconos como una especie de uniforme permanente, se denomina traje eclesiástico. Para las utilizadas en el culto se reserva el término vestiduras sagradas.
También son eclesiásticas las vestiduras del clero regular y de los que llevan otras formas de vida consagrada, denominándose en estos casos como hábito monástico, hábito monacal o simplemente los hábitos, especialmente los que identifican a las distintas órdenes religiosas.
Por llegar a cubrir hasta los talones, se denominan genéricamente traje talar a todo tipo de vestimentas religiosas, que suelen cumplir esa condición, aunque por antonomasia suele referirse con esa expresión únicamente a la sotana.
La cabeza se cubre en algunos casos con la capucha del hábito, en otros con prendas especiales, sobre todo los obispos (mitra). Los sombreros especiales que solían llevar los presbíteros y los seminaristas (teja o sombrero de canal, bonetes, etc.) están en desuso.

## Historia
El hábito religioso proviene de la vestimenta usada por la sociedad civil cristiana de los primeros siglos, compuesto de túnica, manto o capa. Reducido a la mayor sencillez, constituyó el hábito de las personas que se consagraban a la vida ascética, retirada,  y aún se prescindió del manto (distintivo de los filósofos) en la vida doméstica u ordinaria. Al abrazar los solitarios la vida común, reunidos en monasterios ya desde el siglo IV, y, sobre todo, al establecerse con más regularidad la vida monacal bajo la regla de san Benito en el siglo VI, quedó constituido el hábito religioso o hábito regular de los monjes con las siguientes piezas:
- La túnica o hábito propiamente dicho, que es la vestidura talar (que llega hasta los talones) de lana.
- El escapulario (con capuchón para la cabeza) a modo de banda que cubre los hombros y pende por delante y por detrás, recuerdo del paño que antes solían ponerse sobre los hombros para llevar cargas.
- La correa o cíngulo para sujetar la túnica sobre todo en las marchas y en el trabajo.
- La cogulla, amplia túnica provista de grandes mangas y de capuchón que se lleva en determinadas funciones vistiéndola sobre las demás piezas y que parece provenir de la pénula viatoria o del capote de los campesinos.

La indumentaria eclesiástica fue determinada por la Iglesia en el transcurso de los siglos. Pueden dividirse en tres grupos: los hábitos religiosos, el traje eclesiástico y los ornamentos sagrados.
Los primeros son peculiares de las personas consagradas al divino servicio en los monasterios o conventos. El segundo, comprende las vestiduras usuales y propias del clero secular en la sociedad y los últimos pertenecen a éste cuando actúa como ministro del culto en sus funciones sagradas. 
El color de los hábitos monacales era, por lo común, el negro u oscuro desde sus principios pero los cistercienses que datan de comienzos del siglo XII lo adoptaron blanco para sus coristas y sacerdotes de donde les vino el nombre de benedictinos de hábito blanco. Asimismo, los cartujos, de la misma época, quienes llevan el escapulario muy amplio y trabado lateralmente.
Las órdenes militares, que también tuvieron su inicio en el siglo XII sustituyeron la cogulla por la capa, muy cumplida y señalada con una cruz y conservaron la túnica (también con la cruz sobre el pecho), llevándola corta en tiempo de campaña, para el cual añadían el casco, la cota, el cinturón y la espada de caballeros.
Las llamadas órdenes mendicantes y las redentoras que aparecieron en el siglo XIII, adoptaron el hábito monacal sustituyendo la cogulla por el manto o la capa e incluso suprimiendo ésta algunos institutos como los Agustinos y Franciscanos. Se distinguen entre sí, aparte de otros accesorios, por el color del hábito que es
- negro en los Agustinos, Servitas y Mínimos
- negro o gris en los Franciscanos Conventuales
- blanco en los Dominicos y en muchos países con climas tropicales como los situados en África.
- pardo en los Franciscanos
- castaño en los Carmelitas.

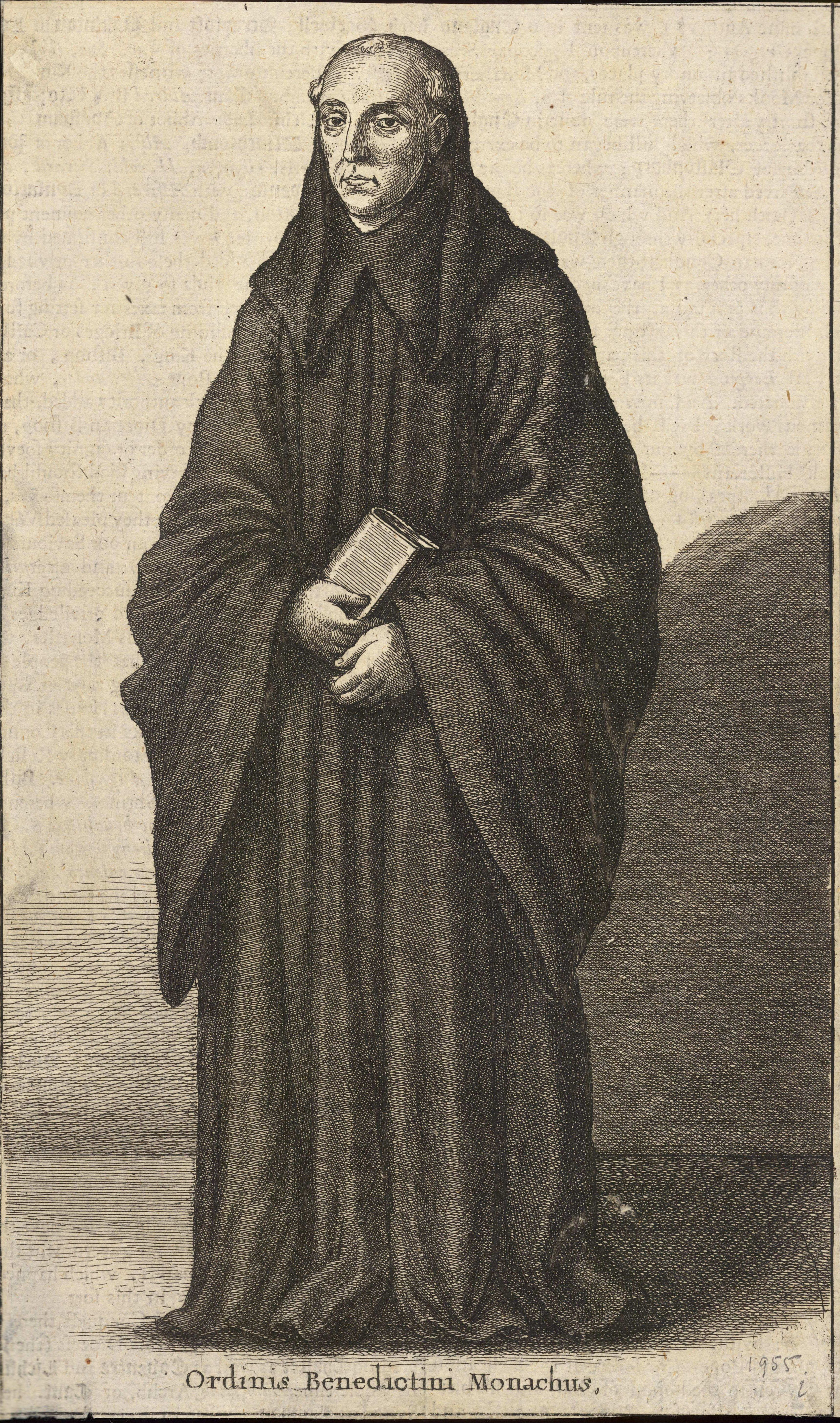
Benedictino
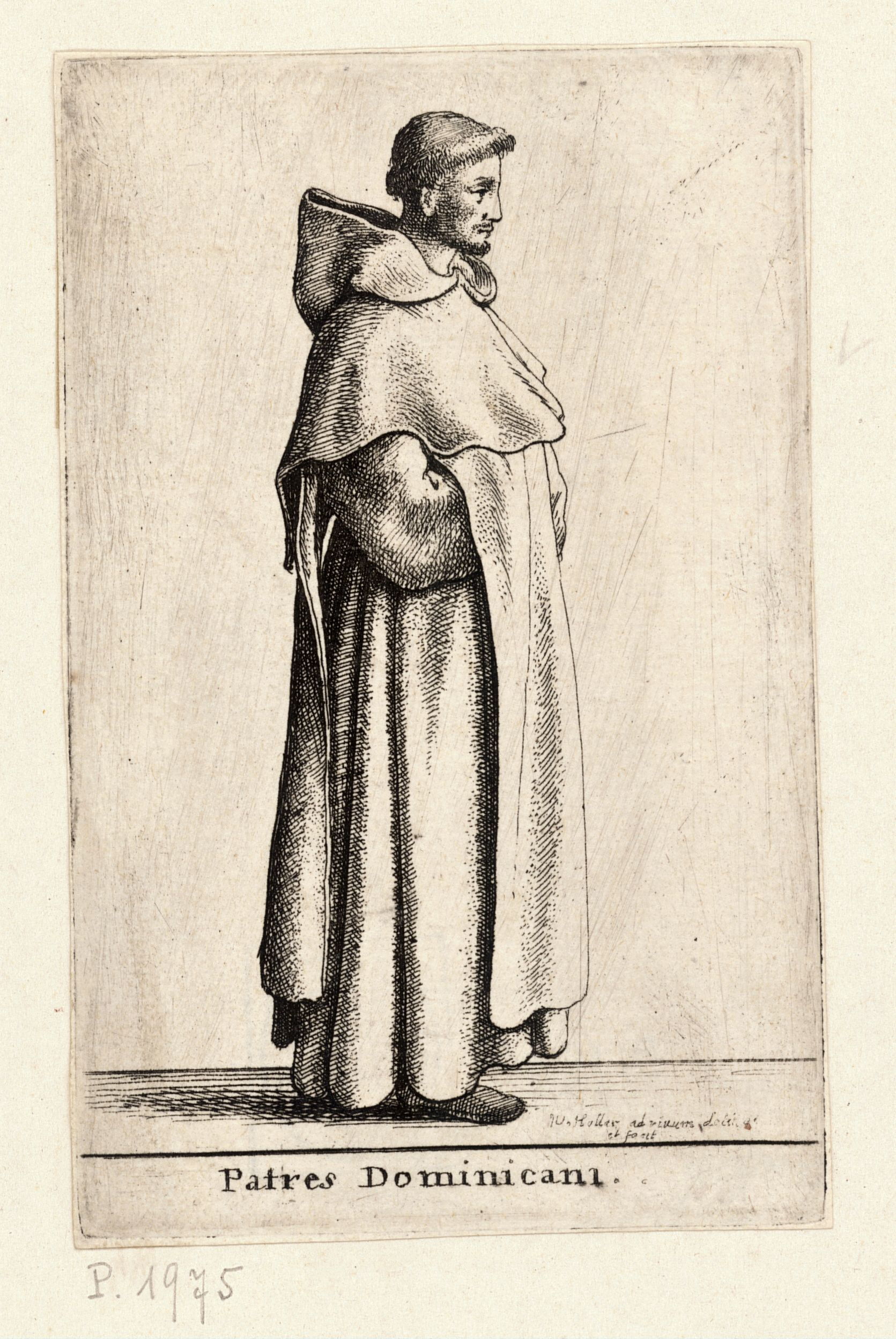
Dominico
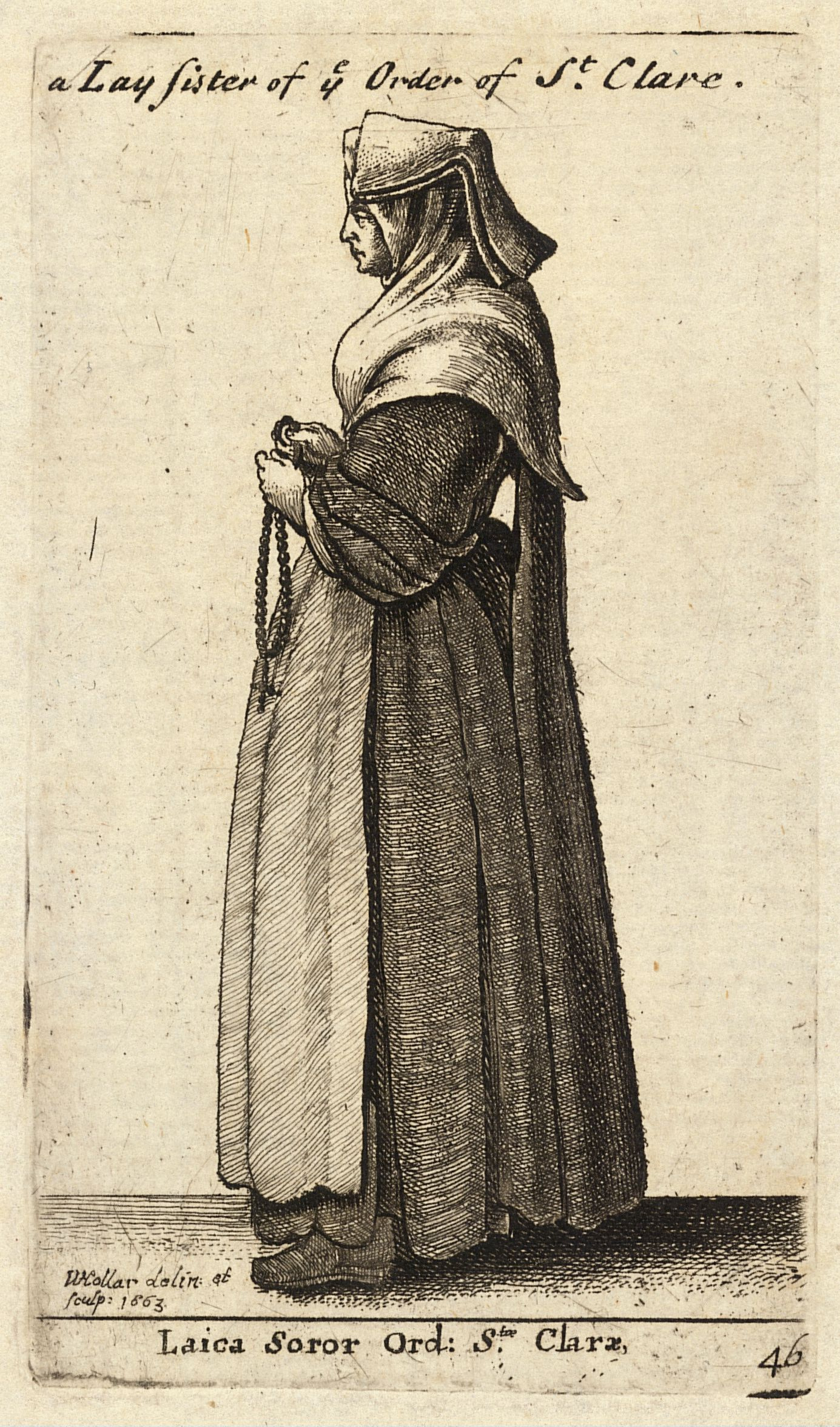
Monja lega de la Orden de Santa Clara

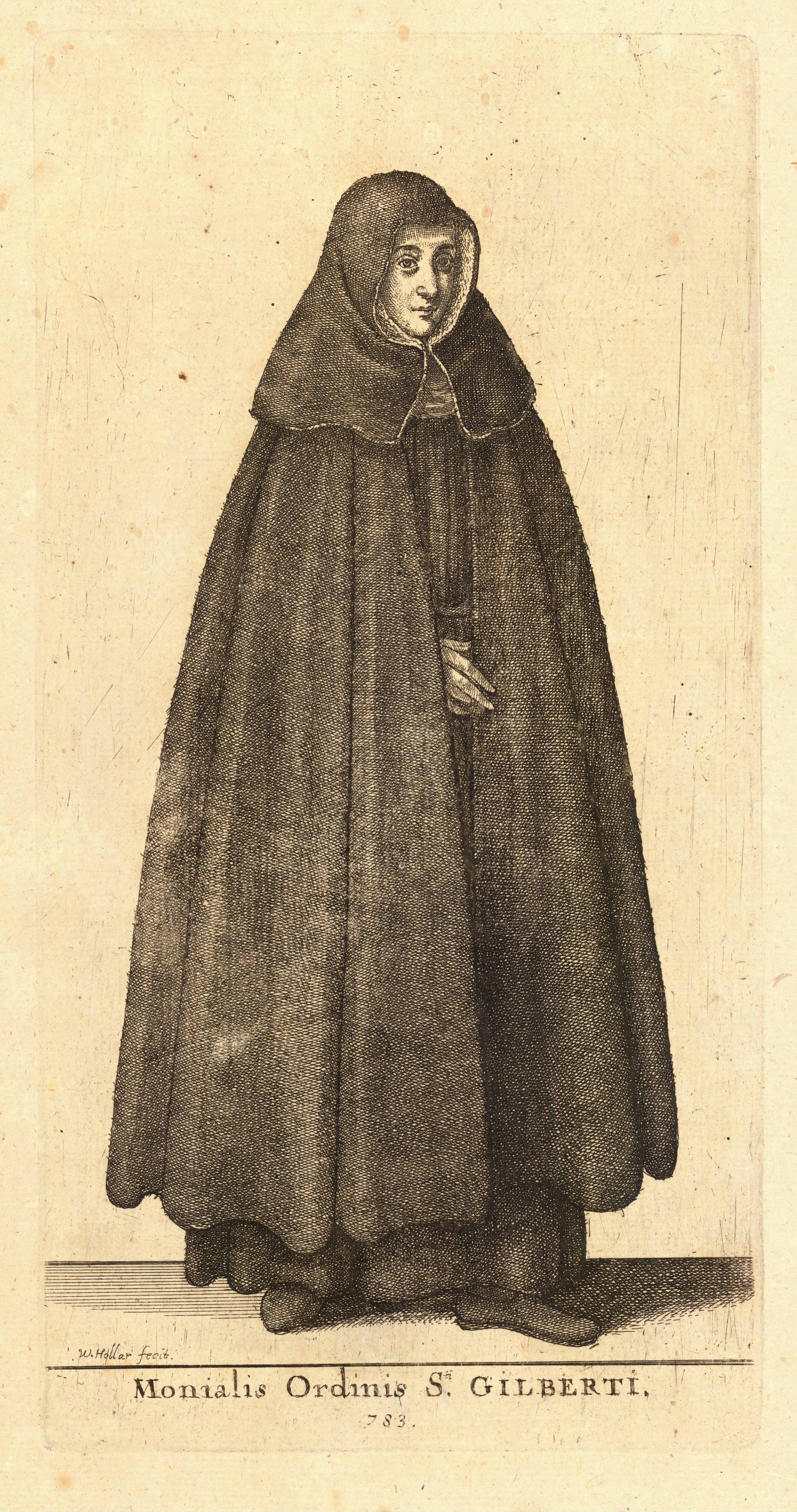
Monja de la Orden de San Gilberto
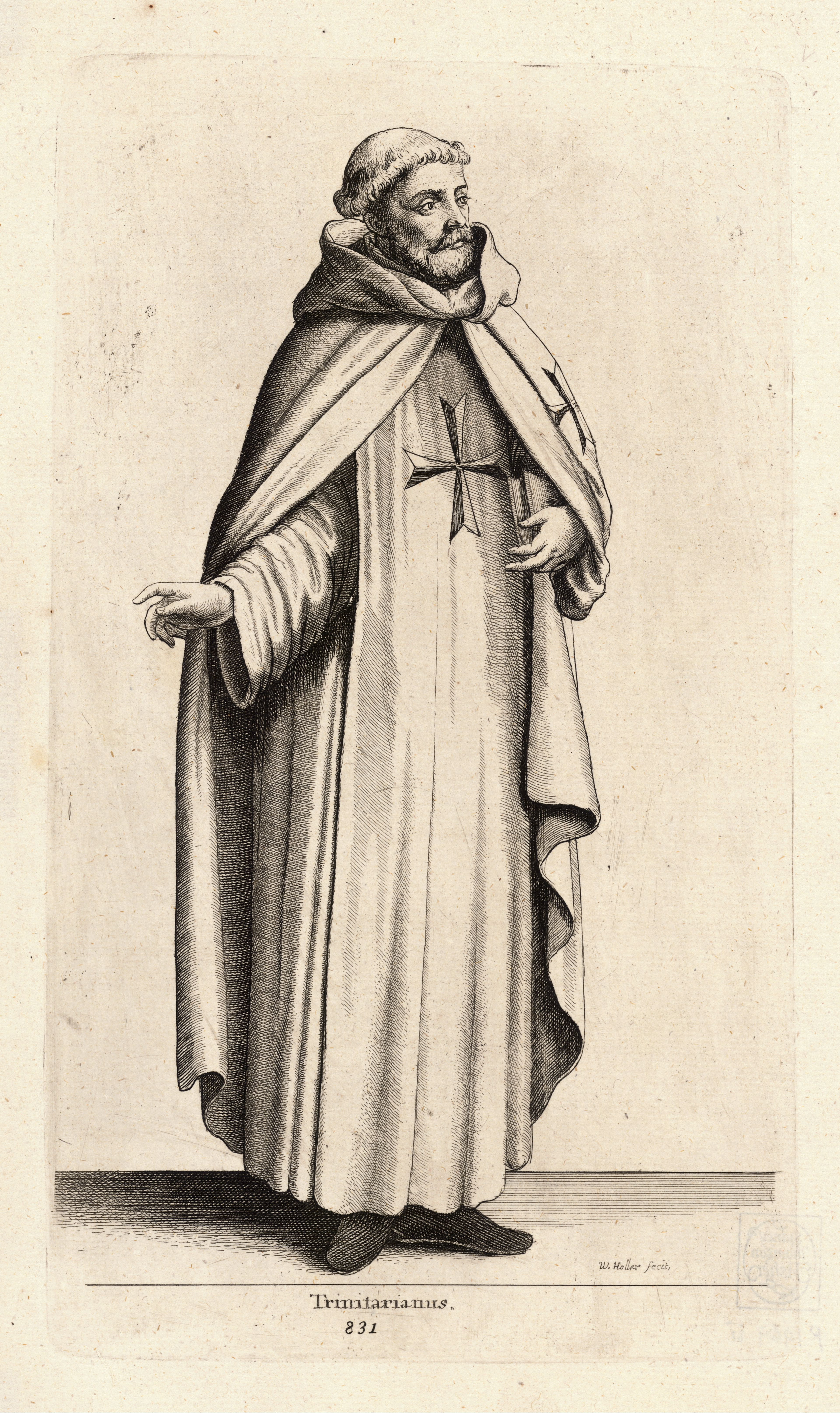
Trinitario
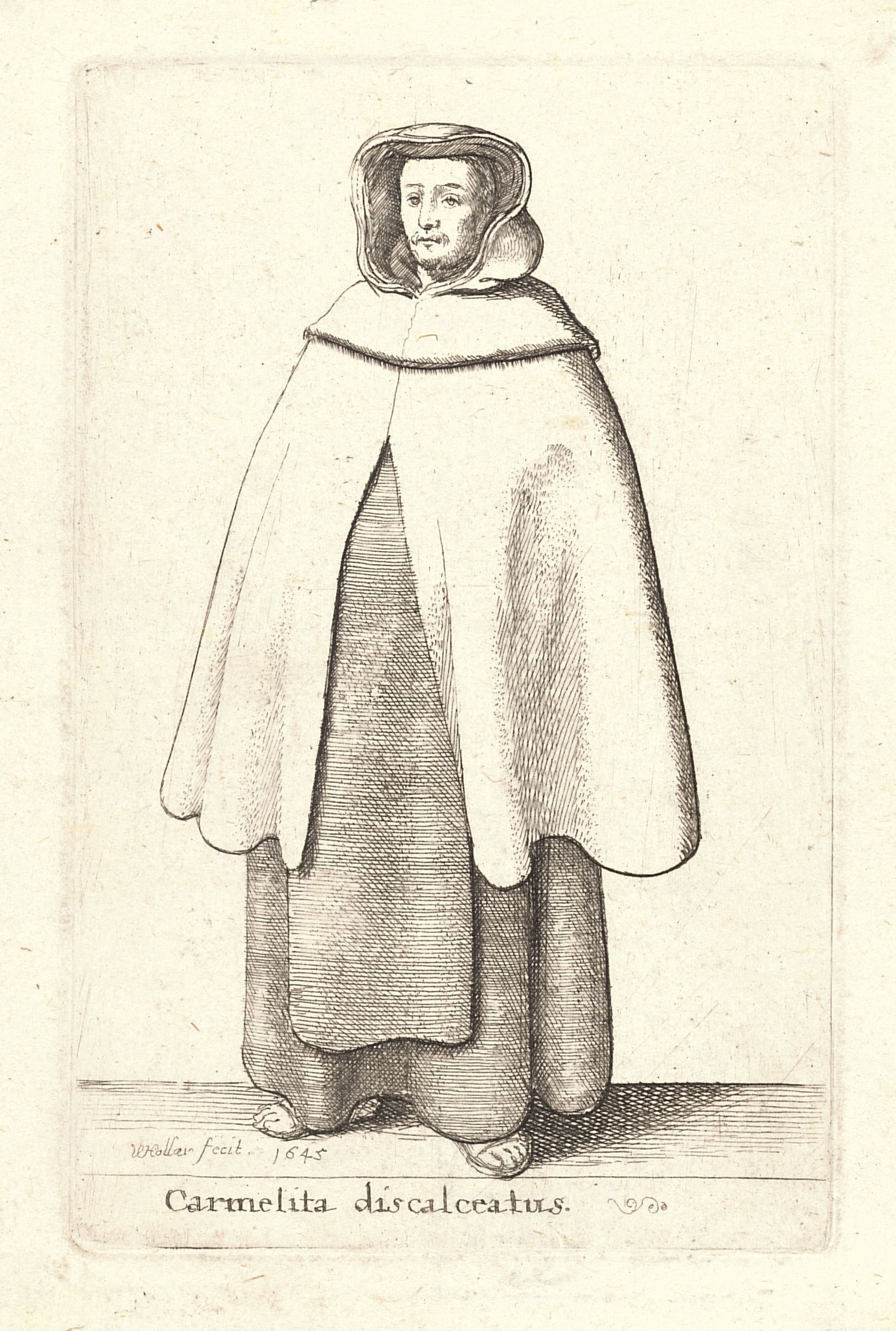
Carmelita descalzo. Serie de grabados de Wenzel Hollar (siglo XVII).

Los Trinitarios y Mercedarios (órdenes redentoras) lo llevan también blanco y, sobre el escapulario, ostentan aquellos una cruz de dos colores (rojo y azul) y éstos el escudito de armas que les dio el rey Don Jaime I. 
Las Órdenes de clérigos regulares fundadas en el siglo XVI tomaron hábitos negros parecidos al traje de los sacerdotes seglares de su época.

## Traje eclesiástico
El traje eclesiástico u ordinario de los clérigos en la vida social ha sido siempre un traje talar aunque no fijó en el color ni en la forma hasta los comienzos del siglo XVI desde el cual se ha usado el color negro constando de manteo y sotana. Antes de la mencionada fecha, durante la Baja Edad Media, estuvo muy de moda el color azulado pues los cánones solo prohibían los colores muy vivos (rojo y verde) y los materiales preciosos en dichos trajes. El cuellecillo blanco apenas se distinguió hasta el siglo XVII en el cual se hizo amplio y redoblado sobre la sotana. Pero fue reduciéndose en los siglos posteriores quedando en Francia desde dicho siglo en la forma llamada rabat con los dos apéndices rectangulares pendientes sobre el pecho. Los obispos llevan traje morado por lo común desde el siglo XVI y los cardenales púrpura desde el XIV.
Según el canon 284 del vigente Código de Derecho Canónico, todos los clérigos deben vestir traje eclesiástico según las normas dadas por la Conferencia Episcopal y, según el canon 669, los religiosos deben llevar el hábito propio de su instituto y, caso de no tenerlo, el traje clerical establecido en el canon 284. Actualmente la Conferencia Episcopal Española únicamente autoriza tres tipos de trajes eclesiásticos: hábito propio del instituto religioso aprobado por la Santa Sede, sotana o "clergyman".

## Ornamentos sagrados
Los ornamentos sagrados de la Iglesia no se derivan de los que estableció la ley mosaica sino más bien de las vestiduras usuales entre la gente de la honesta vida de Grecia y Roma al tiempo de la difusión del cristianismo. Comenzaron algunas prendas a tener forma litúrgica desde la paz de Constantino. Pero ya desde los apóstoles se empleaban para el sacrificio vestiduras diferentes de las usuales, aunque tuvieran la misma forma. En el siglo VI, con el cambio de trajes civiles, resultaron más visibles las diferencias entre ellos y los sagrados. En el siglo IX, ya poco faltó para quedar uniformemente fijados los ornamentos en las iglesias de Occidente aumentándose los colores litúrgicos. Desde el siglo XII, se generalizaron los que hoy existen (excepto el azul, que es recentísimo) y el Papa Inocencio III fijó al terminar dicho siglo el uso respectivo de los aludidos colores para las festividades del año, determinándolo según la costumbre establecida y quedando así completa la constitución de las vestiduras sagradas. Pero no fue constante y firme del todo hasta finalizar el siglo XVI. 
- El color litúrgico blanco es propio de la Pascua, Navidad, Jueves Santo, Corpus Christi, fiestas de santos no mártires fiestas del Señor, así como para celebrar Matrimonios, Bautismos o bendición de niños/as y en la Unción de los enfermos (sea con o sin misa). En algunas ocasiones, se usa en los Funerales y Misas de Difuntos, principalmente en Pascua y Navidad.
- El color morado, color penitencial,  se usa en los tiempos de Cuaresma y de Adviento.  Puede usarse también para funerales y misas de difuntos, reemplazando el color negro el cual se utilizaba en la antigüedad. También es morada la estola del sacerdote cuando imparte el sacramento de la penitencia o en las misas penitenciales o de pedir perdón.
- El color rojo es propio del Viernes Santo, fiestas del Señor referidas a la Pasión, fiestas de los mártires y fiestas o misas del Espíritu Santo, así como para el sacramento de la Confirmación, aunque en este último también puede usarse el color blanco. También es usado por los cardenales en el funeral del sumo pontífice y de los cardenales. (Color del luto pontificio).
- El color verde es propio del Tiempo Ordinario.
- El color rosa es propio de los domingos de Gaudete (III de Adviento) y Laetare (IV de Cuaresma), aunque hoy día es optativo.
- El color azul se utiliza por privilegio pontificio en España y en los países que fueron territorio español. Para la solemnidad de la Inmaculada Concepción.
- El color negro, puede usarse en las misas de difuntos, sobre todo el 2 de noviembre, y para el Viernes Santo, de acuerdo a lo prescrito para la forma tridentina del Rito Romano.
- El color dorado. Como tal, no es un color litúrgico, pero suele tenerse como una variación o solemnización del blanco. En numerosas fiestas solemnes el Misal Romano indica que puede usarse color blanco o "festivo", también en otras ocasiones con otros colores (rojo, azul...). Queda, por tanto, a discreción del maestro de ceremonias.